# 有井駅
有井駅（ありいえき）は、三重県熊野市有馬町にある、東海旅客鉄道（JR東海）紀勢本線の駅である。
駅名の有井は有馬と井戸を合成した、開設当初所属していた南牟婁郡有井村の名前による。

## 歴史
当駅は昭和15年8月、鉄道省紀勢西線（現・紀勢本線）新宮駅 - 紀伊木本駅（現・熊野市駅）間延伸時に開設。その後昭和34年、今の紀勢本線が全通し亀山駅 - 和歌山駅（現・紀和駅）間が紀勢本線となったのを受け同線の駅となった。更に国鉄分割民営化を経て現在に至っている。

### 年表
- 1940年（昭和15年）8月8日：鉄道省紀勢西線（現・紀勢本線）新宮駅 - 紀伊木本駅（現・熊野市駅）間延伸時に開設[1][2]。
- 1959年（昭和34年）7月15日：線路名称改定。紀勢西線が紀勢本線へ編入、同線の駅となる[1]。
- 1962年（昭和37年）2月1日：貨物取扱廃止[2]。
- 1983年（昭和58年）12月21日：無人駅化[3]。荷物扱い廃止[2]。
- 1987年（昭和62年）4月1日：国鉄分割民営化に伴い、JR東海の駅となる[1][2]。

## 駅構造
単式ホーム1面1線を有する地上駅。ホーム上に接近警報機がある。開設当初からの駅舎は解体され、台形簡易駅舎を備える。
熊野市駅管理の無人駅。自動券売機や乗車駅証明書発行機は設置されていない。

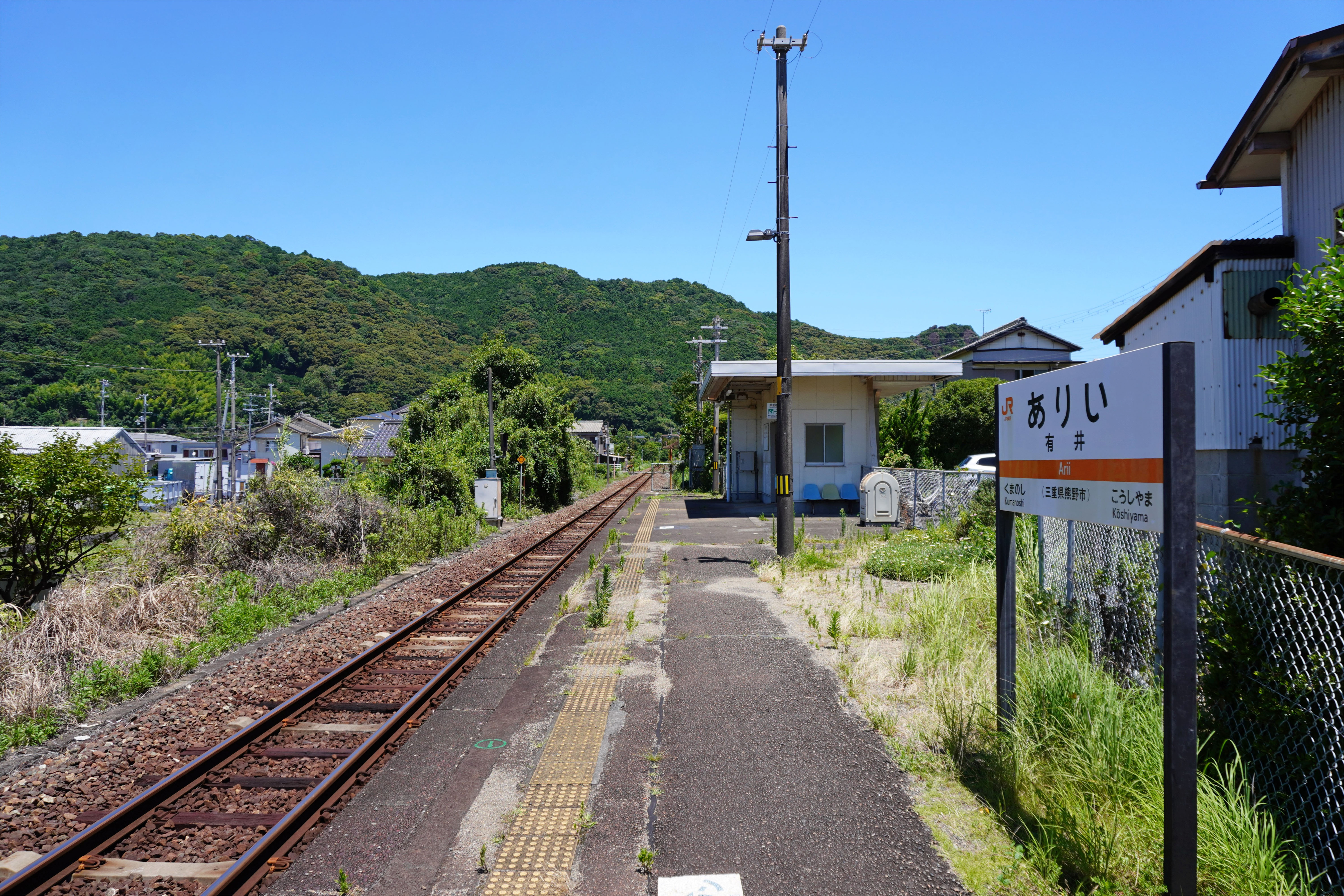
ホーム（2023年7月）

## 利用状況
当駅は近畿大学工業高等専門学校の最り駅であったが、2011年4月に名張市へ移転したため、当年度から利用客が大幅に減少した。
「三重県統計書」によると、近年の1日平均乗車人員の推移は以下の通り。
| 年度   | 1日平均 乗車人員 |
| ------ | ---------------- |
| 1998年 | 227              |
| 1999年 | 210              |
| 2000年 | 188              |
| 2001年 | 199              |
| 2002年 | 212              |
| 2003年 | 243              |
| 2004年 | 255              |
| 2005年 | 253              |
| 2006年 | 245              |
| 2007年 | 226              |
| 2008年 | 198              |
| 2009年 | 183              |
| 2010年 | 170              |
| 2011年 | 65               |
| 2012年 | 67               |
| 2013年 | 69               |
| 2014年 | 64               |
| 2015年 | 57               |
| 2016年 | 59               |
| 2017年 | 53               |
| 2018年 | 57               |
| 2019年 | 52               |

## 駅周辺
有馬町は熊野市駅のある木本町とは山1つの隔たりがあり、木本からは市街地が続いていない。しかしここから先新宮方面暫くは、海岸線に沿って人家がある程度集まって存在しているため、紀勢本線と並行する国道42号には三重交通バスが役30分毎に運行されており、紀勢本線には料金や時間の面で劣るとは言え、利便性に比較的優れている。以前当駅から北西に1km程進んだ所には近畿大学工業高等専門学校があったが、2011年4月に名張市に移転した。
海までは当駅から徒歩5分程の所にある。この近隣から鵜殿辺りまでの海岸は七里御浜と呼ばれ、色とりどりの御浜石のある自然海岸が美しいと言われているが、紀勢本線は若干内陸部を走っているため、車窓からその姿を見ることは出来ない。
- 熊野市立有馬小学校
- 熊野市立有馬中学校
- 熊野有馬郵便局
- 熊野警察署有馬駐在所
- 花窟神社
- お綱茶屋
- 産田神社
- 熊野市歴史民俗資料館
- 有馬幼稚園
- 国道42号

## 隣の駅
東海旅客鉄道（JR東海）
■紀勢本線
熊野市駅 - 有井駅 - 神志山駅